# Amephana dejeani
Amephana dejeani är en fjärilsart som beskrevs av Philogène Auguste Joseph Duponchel 1827. Amephana dejeani ingår i släktet Amephana och familjen nattflyn. Inga underarter finns listade i Catalogue of Life.